# ГЕС Теменгор
ГЕС Теменгор — гідроелектростанція в Малайзії. Знаходячись перед ГЕС Берсія, становить верхній ступінь в каскаді на річці Перак, яка дренує західний схил вододільного хребта Малайського півострова та впадає до Малаккської протоки за півтори сотні кілометрів південніше від острова Пінанг.
У межах проекту Перак нижче від впадіння її притоки Теменгор перекрили кам'яно-накидною греблею із глиняним ядром висотою 127 метрів, довжиною 248 метрів та товщиною по гребеню 18 метрів, яка потребувала 7,7 млн м3 матеріалу. На час будівництва воду відвели за допомогою двох тунелів діаметром по 9 метрів. Гребля утримує велике водосховище з площею поверхні 152 км2 та об'ємом 6,05 млрд м3 (корисний об'єм 1,27 млрд м3), в якому припустиме коливання рівня у операційному режимі між позначками 237 та 248 метрів НРМ. Крім того, у випадку повені резервуар може прийняти ще 0,85 млрд м3.
Через чотири водоводи діаметром по 6 метрів ресурс подається до пригреблевого машинного залу, обладнаного чотирма турбінами типу Френсіс потужністю по 87 МВт, які працюють при напорі у 101 метр.
Видача продукції відбувається по ЛЕП, розрахованій на роботу під напругою 275 кВ.